# Voglio essere più amata
Voglio essere più amata (Orchestra Wives) è un film del 1942 diretto da Archie Mayo.
È un musical statunitense con George Montgomery, Ann Rutherford e Glenn Miller.

## Produzione
Il film, diretto da Archie Mayo su una sceneggiatura di Karl Tunberg e Darrell Ware e un soggetto di James Prindle, fu prodotto da Twentieth Century Fox Film Corporation nel 1942.

## Distribuzione
Il film fu distribuito negli Stati Uniti nel 1942 dalla Twentieth Century Fox, dalla Fox Video in VHS nel 1991 e dalla Twentieth Century Fox nel 2005 in DVD.
Alcune delle uscite internazionali sono state:
- negli Stati Uniti il 4 settembre 1942
- in Portogallo il 18 gennaio 1943 (Mulheres e Música)
- in Australia il 6 maggio 1943
- in Svezia il 18 ottobre 1943 (Orkesterfruar)
- in Finlandia il 21 gennaio 1945 (Vaarallisia vaimoja kiertueella)
- in Danimarca il 1º novembre 1948 (På tourné med Glenn Miller)
- in Grecia (Kalamazou)
- in Spagna (Viudas del Jazz)
- in Italia (Voglio essere più amata)